# Будинок Рабинович
 Будинок Рабинович  (рос. Дом Рабинович) — старовинна будівля у Таганрозі, Росія, пам'ятник архітектури 1870-х років. Розташований між Будинком Апостолопуло і Будинком Дрос. Представник архітектурного стилю «неогрек». Є пам'яткою архітектури, входить в число об'єктів культурної спадщини Російської Федерації.

## Історія
Одноповерховий будинок у центрі Таганрога. Побудований з червоної цегли. На фасад будинку виходило сім вікон.
Побудований у 1870-х роках грецьким купцем 2-ї гільдії Афанасієм Брусалі . Брусалі торгував хлібом, мав велику сім'ю з трьох хлопчиків і шісти дівчаток . Його син Євстафій, був схожий на грека. В кінці 80-х років він продав будинок Анастасії Спиридонівни Рабінович. За іншими даними, наприкінці 1880-х років будинок придбав Яків Соломонович Парнох.
Купивши цей будинок, Михайло Абрамович Рабинович зніс старі споруди у дворі і побудував нові . Одну з них Рабинович віддав під бібліотеку, якою завідував брат Павла Филевського  — Олексій Петрович .
У 1913 році між власниками Будинку Рабинович і будинком Дросси виникла суперечка за клаптика землі, який перебував між цими будинками. Суд між пані Дросси і пані Рабинович тривав вісім місяців . Були запрошені свідки, архітектори, огляди відбувалися один за іншим. Проста справа перетворилася у великий том. Суд відбувся 9 березня 1914 року та відмовив пані Рабинович у клаптику землі.
У 1925 році була проведена муніципалізація всіх будинків, що мали площі більше 100 квадратних метрів. Не став винятком і Будинок Рабинович.
В Будинку Рабинович з 1933 по 1982 рік проживав футболіст Зайцев, легенда Таганрозького футболу, заслужений тренер, з ім'ям якого пов'язані зоряні роки футбольної команди «Торпедо» . Зайцев був головою заводської ради добровільного спортивного товариства «Трактор», тренером футбольної команди «Торпедо», членом президії обласної колегії суддів, головою міської федерації футболу, начальником команди «Торпедо» .
Під час окупації Таганрога німці влаштували в будинку Рабинович гуртожиток для вояків, задля опалювання якого взимку, використовували на дрова дерев'яний паркан і численні плодові дерева всередині двору . Тут же стояла німецька зенітна батарея. У будинок ледь не потрапив радянський артилерійський снаряд, що розірвався перед вікнами .
Будинок Рабинович внесений у список пам'яток історії та культури. Поставлено на державну охорону рішення Малої Ради облради Ростовської області № 301 від 18 листопада 1992 року.

## Архітектура
Фахівці відносять архітектуру Будинку Рабиновича до стилю «неогрек» (один із напрямів еклектики), виконаному в цегляному варіанті . Фасад будинку оздоблений керамічною цеглою, декорований скульптурними і архітектурними вставками, виконаними з теракоти. У круглій ніші вставлена теракотова «голова Афіни» в обрамленні вапнякових блоків, також викликає асоціації з творами скульпторів античної епохи . Імовірно, що теракотові прикраси були виконані на замовлення домовласника в Греції, в архітектурі якої присутній стиль «неогрек».

## Сучасний стан
У 2012 році Будинок Рабиновича зазнав варварської реконструкції: віконні палітурки в вікнах замінені на металопластикові, знесені внутрішні перегородки, на місці одного з семи фасадних вікон прорубаний вхід в будівлю з вулиці Фрунзе, над входом надбудована фасадна частина. Фасад будинку, що був одним з кращих в Таганрозі зразків «цегляного стилю», був пофарбований фарбою, що імітує колір обпаленої цегли. Після реконструкції в будинку Рабинович відкрився бар «Дядько Сем», орієнтований на бурхливий молодіжний відпочинок . Нерідко вечірки в «Дяді Сема» завершувалися пізно вночі появою нарядів поліції .
У листопаді 2014 року розпочався черговий виток варварства: власники Будинку Рабиновича в ході «редизайну» фасаду будівлі почали розмальовку благородної цегляної кладки, застосувавши немислиму зелено-білу кольорову схему . Крім цього, в віконних отворах фасаду були встановлені світильники «під старовину» . Після появи в інтернеті ряду критичних публікацій власники будівлі відмовилися від ідеї розфарбувати фасад в біло-зелені кольори. 5 грудня 2014 року в будинку Рабинович відкрився ірландський паб мережі «Harat's Irish Pub». Таганрозький паб став сімдесят третім у мережі «Harat's». Паб веде активну концертну діяльність .. Практично кожен вечір на його майданчику виступають різні музичні групи .
У грудні 2014 року стало відомо, що адміністрація міста планує видати дозвіл на будівництво між Будинком Рабинович і Будинком Апостолопуло (Фрунзе 26) триповерхового офісного будинку, що виходить фасадом на червону лінію вулиці Фрунзе. Відомий дизайнер Володимир Верготі охарактеризував майбутнє будівлю як «зразок дисонуючої забудови, безглуздо спотворює образ старого кварталу в самому серці міста» . Наміри власників будівлі прилаштувати поруч ще й триповерховий будинок з офісними приміщеннями не отримали підтримки в учасників «публічних слухань», що відбулися 11 грудня 2014 року в кабінеті головного архітектора міста Ольги Щербакової . Представник управління архітектури пояснила забудовнику, чому він не тільки не може відхилитися від запитуваних їм «параметрів будівництва», а й, оскільки це «зона 1Г», взагалі вести тут будь-яке будівництво . Трохи пізніше з'ясувалося, що власник ділянки спочатку збирався будувати всередині кварталу житлову будівлю, але потім виникло бажання вибудувати триповерхову офісну будівлю з виходом фасаду на вулицю Фрунзе .